# 波を聴いた夜-Love Affair-
「波を聴いた夜-Love Affair-」（なみをきいたよる ラヴ・アフェア）は、1993年9月1日にリリースされた、原田真二通算27作目のシングル。

## 解説
- アルバム『Make it a Paradise』の先行シングル。
- ロッテチョコレート「ラミー&バッカス」 のCMソングに使用された。
- 歌詞の内容から発売以前の仮タイトルは「君の彼氏、僕の彼女」だった。
- アコースティック・ギターを基調とした楽曲で、当時の番組でもアコギを弾き語る演奏を披露した。
- 翌年1994年のアルバム『plugged』ではレゲエ調にアレンジして収録。

## 収録曲
- 全作詞・作曲・編曲：原田真二

1. 波を聴いた夜-Love Affair-　（3分56秒）
2. Hey,Hey,Girl　（4分39秒）
3. Love Affair （カラオケ）

## ミュージシャン
- 演奏・構成： 原田真二
- 収録・ミキシング： 原田真二
- アシスタントエンジニア： 鈴木彰

## 関連作品
2005年 GOLDEN☆BEST 原田真二 1992-1996 SHINE THE LIGHT COLLECTION コロンビア・イヤーズ　